# Dizionario biografico spagnolo
Il Dizionario biografico spagnolo, in acronimo DBE, (in spagnolo: Diccionario biográfico español) è un dizionario biografico pubblicato dalla Real Academia de la Historia di Spagna.

## Storia
Il 23 maggio 1735, Filippo V di Spagna approvò la costituzione della Real Academia de la Historia. Il primo direttore dell'Accademia, Agustín de Montiano y Luyando, propose di creare un Diccionario histórico-crítico de España. Tuttavia, le risorse erano limitate e il Diccionario biográfico español non fu iniziato fino alla fine del XX secolo.
Il dizionario è stato curato da Gonzalo Anes (l'allora direttore dell'Accademia), Jaime Olmedo e Quintín Aldea Vaquero. È stato scritto in oltre dieci anni da 5.000 storici. Si compone di 50 volumi con 45.000 pagine e 40.000 biografie di personaggi illustri della storia spagnola, dal VII secolo a.C. ad oggi. I primi venticinque volumi sono stati pubblicati nel 2011 con i restanti volumi completati entro il 2013.
La versione digitale del dizionario è stata lanciata formalmente dal re e dalla regina di Spagna nel 2018, sebbene alcuni materiali fossero stati disponibili online in precedenza. Carmen Iglesias, diventata direttrice della Real Academia de la Historia nel 2014, è stata la storica responsabile della versione elettronica, che differisce per alcuni aspetti dalla versione stampata che la precedeva. È previsto che eventuali errori vengano corretti continuamente.
L'edizione stampata contiene informazioni su persone viventi, mentre finora l'edizione elettronica è riservata alle persone decedute. La difficoltà di scrivere obiettivamente sulle persone viventi era una delle critiche del Dizionario quando fu pubblicato. Un'altra fonte di controversie fu il trattamento di Francisco Franco, che inizialmente non fu descritto come un dittatore. La sua voce è stata revisionata per la versione online.